# 幻想小曲集作品111 (シューマン)
幻想小曲集または3つの幻想的小品（Drei Fantasiestücke ）作品111は、ロベルト・シューマンが1851年8月に作曲したピアノ独奏曲集。

## 概要
8月13日に第1曲、15日に第2曲、22日に第3曲が作曲された。当初は「ピアノのためのツィクルス」とも「ピアノのためのロマンス」とも呼んでいたが、翌1852年にライプツィヒのペータース社から出版した際に現行の題名になった。
なお、シューマンは1837年に類似する題名の曲集『幻想小曲集作品12』を作曲しているが、構成楽曲一つ一つに文学的な標題が付されている作品12とは異なり、この作品111では構成する3曲の一つ一つに標題は付けられていない。

## 楽曲構成
最初の2曲の終わりにはアタッカの指示があり、全曲が切れ目なく通して演奏される。演奏時間は全曲で9分から10分。
- 第1曲 きわめて速く、情熱的に演奏すること（Sehr rasch, mit leidenschaftlichem Vortrag ）
ハ短調。4分の4拍子。ロンド風でA - BA - BAの3部からなる。
- 第2曲 かなりゆっくりと（Ziemlich langsam ）
変イ長調。4分の3拍子。三部形式。
- 第3曲 力強く、くっきりと（Kräftig und sehr markiert ）
ハ短調。4分の4拍子。三部形式。